# Still Life (banda)
Still Life fue un trío de hardcore punk proveniente de Los Ángeles, California. Son conocidos por pertenecer al grupo de bandas pioneras del género emo. 

## Historia
Iniciaron sus actividades a finales de la década de los 80, con el nombre de "Monster Club". En 1991, la banda se cambia el nombre a "Still Life" tras la salida de su vocalista líder para integrar la banda de hardcore Strife. "Still Life" estuvo activo lanzando numerosos Splits y Álbumes musicales hasta el año 2003. Después de esto, sus integrantes se separan. Paul Rauch y David Pitzel parten a formar una banda llamada "Old Ground" que continúa en la antigua discográfica de "Still Life", "Sunflower Tribe".

## Sonido
Su sonido se caracterizaba por sus lentas guitarras con mucho groove, reminiscentes del Heavy Metal de los años 70' (en particular de Black Sabbath y Deep Purple), además de las líneas de bajo melódicas e inteligentes, aunque con el paso del tiempo el sonido de la banda comenzó a asimilar elementos del Sadcore, es decir, voces limpias y acordes melódicos hipnóticos. La mayoría de las canciones de Still Life sobrepasaba los seis minutos.

## Discografía

### Split
- "Still Life/Evergreen Split" (Rhetoric Records) 7"
- "Still Life/Cerberus Shoal Split" (Tree Records) 7"
- "Still Life/Jara Split" (Sunflower Tribe) 12"
- "Still Life/Resin Split" (Sunflower Tribe) 12"

### Álbumes
- "Still Life" (Rhetoric Records) 7"
- "Slow Children at Play" (Rhetoric Records) 8"
- "From Angry Heads With Skyward Eyes" (Ebullition Records) LP/CD
- "The Madness and The Gackle" (Sunflower Tribe) 12"/CD
- "Slow Children at Play and Beyond" (Sunflower Tribe) 12"/CD
- "The Incredible Sinking Feeling" (Greyday Productions) CD

### EP
- "Limitations, Boundaries, and Failures EP" (Greyday Productions) 12"/CD